# Leinefelde
Leinefelde ist der südliche Stadtteil von Leinefelde-Worbis im Landkreis Eichsfeld in Thüringen.

## Geographische Lage

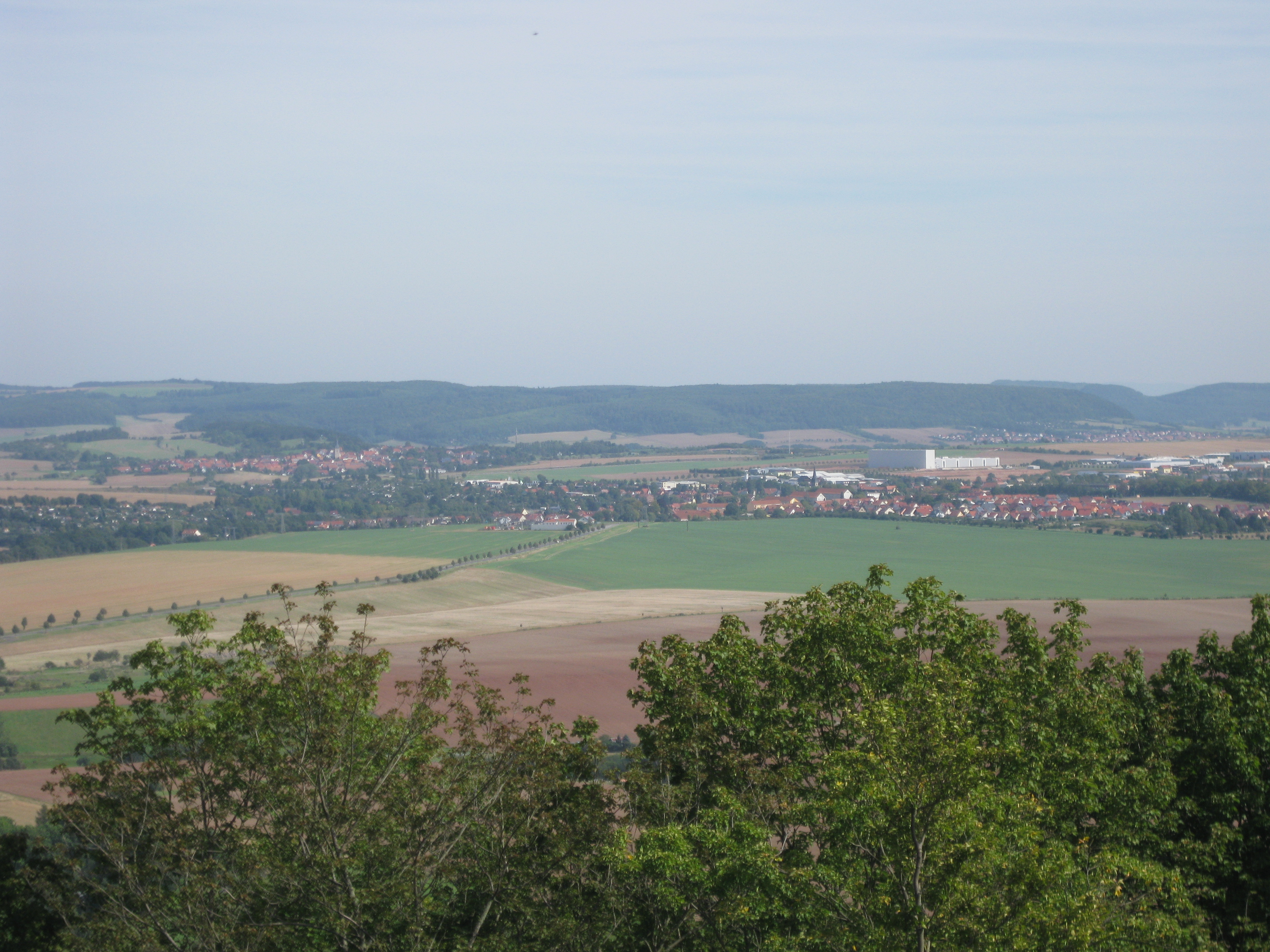
Blick von der Burg Scharfenstein auf Leinefelde

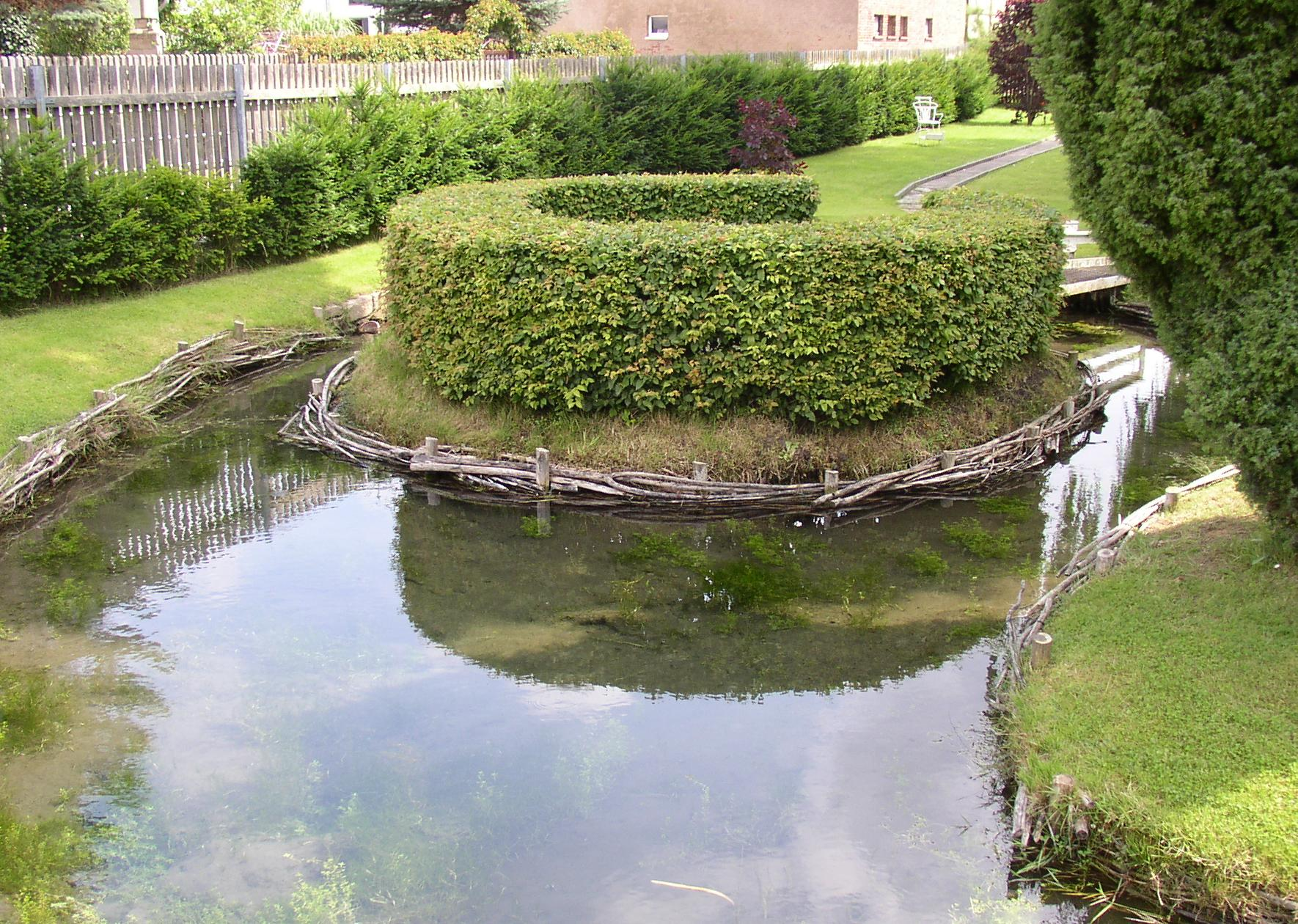
Die Ringquelle der Leine

Leinefelde ist der einwohnermäßig größte Stadtteil der Doppelstadt Leinefelde-Worbis und besteht im Wesentlichen aus dem Altstadtbereich und dem südlich angrenzenden Bereich der Plattenbausiedlung. Der Stadtteil liegt etwa vier Kilometer südwestlich von Worbis und zwölf Kilometer östlich von der Kreisstadt Heilbad Heiligenstadt. Die Nachbarorte sind Beuren im Westen, Breitenbach im Norden, Breitenholz im Osten, Birkungen im Südosten und Kallmerode im Süden. Das Stadtgebiet von Leinefelde liegt auf der Elbe-Weser-Wasserscheide mit der Leinequelle, kurz unterhalb der Quelle mündet die auf dem Zehnsberg entspringende Line. Südlich von Leinefelde erstreckt sich der Dün und weiter im Nordosten das Ohmgebirge.

## Geschichte

### Namensherkunft
Leinefelde wurde erstmals 1227 als Leukenfelt erwähnt. Eine Vermutung zur Namensherkunft bezieht sich auf die Leine als Namensgeberin, neuere Forschungen vermuten jedoch eine Ableitung vom Personennamen Liuko (Luidger).

### Mittelalter
Lage und Name des Ortes lassen darauf schließen, dass er schon im 9. Jahrhundert bestand. Leinefelde wurde 1227 erstmals urkundlich als Leukenfeld erwähnt. Leinefelde war jahrhundertelang nur ein kleines Dorf mit wenigen hundert Einwohnern.

### Frühe Neuzeit
Von 1772 bis 1867 war Leinefeld eine Filiale der Pfarrei von Birkungen. Pfarrer Phillipp Meysing wirkte 1815 bis 1864 in Birkungen und Leinefelde. Der erste Leinefelder Pfarrer wurde 1868 der Gemeinde vorgestellt.

### Industrialisierung und Modernisierung
Mit dem Bau der großen Überlandstraße Köln–Berlin 1826 (heute Bundesstraße 80) und der Überlandstraße von Mühlhausen nach Duderstadt 1834 (heute Bundesstraße 247) begann die Entwicklung Leinefeldes zum Verkehrsknotenpunkt. Fortgesetzt wurde dieses mit dem Bau der Bahnstrecke Halle–Nordhausen–Leinefelde–Eichenberg–Hann. Münden im Jahr 1867. Als der Ort wenig später (1870) mit der Bahnstrecke Gotha–Leinefelde noch eine zweite Hauptbahnstrecke erhielt, wurde der Bahnhof zum Zentralbahnhof des Eichsfeldes und der Ort wuchs rasch heran. Die Kanonenbahn durch Leinefelde wurde 1880 durch einen Bahnanschluss von Leinefelde nach Eschwege in Hessen fertiggestellt (stillgelegt 1998). 1897 folgte die Bahnstrecke Leinefelde–Wulften, auf der allerdings ab Teistungen nach 1945 auf Grund der deutschen Teilung der Betrieb eingestellt wurde.

### Nationalsozialismus
Während des Zweiten Weltkrieges kam es zur Denunziation als Homosexueller von August K. Er wurde in das KZ Mittelbau-Dora deportiert. 1940 trafen die ersten polnischen Zwangsarbeiter in Leinefelde ein. Sie mussten im Sägewerk, beim Forstamt und bei der Bahnmeisterei arbeiten.

### Deutsche Teilung
Das etwa 2500 Einwohner zählende Dorf sollte nach dem Eichsfeldplan der SED zum industriellen Zentrum des Obereichsfelds ausgebaut werden. Damit wurde auch das Ziel verfolgt, die bestehenden Strukturen aus Landwirtschaft, Kleinhandwerk und katholischem Glauben zu zerstören. Durch Ansiedlung von Arbeitern aus anderen Teilen der DDR sollte die Gesellschaft „sozialistischer“ werden. Somit war der Entschluss, Leinefelde zu einem Industriezentrum auszubauen, nicht nur aus wirtschaftlichen, sondern auch aus politischen Gründen gefällt worden. Am 10. April 1961 wurde mit dem Bau der Baumwollspinnerei begonnen. Hier arbeiteten in der Blütezeit bis zu 4500 Beschäftigte. In der Folgezeit wurden in Leinefelde viele Plattenbaugebiete angelegt, und die Einwohnerzahl stieg innerhalb von 15 Jahren von 6658 Ende 1970 auf 15.526 Ende 1985 an. Am 7. Oktober 1969 erhielt Leinefelde die Stadtrechte.
Zum Zeitpunkt der Wiedervereinigung Deutschlands war Leinefelde mit 16.500 Einwohnern der größte Ort im Obereichsfeld.

### Gegenwart
In die Stadt Leinefelde wurde Breitenholz zum 1. Januar 1992 eingemeindet. Birkungen folgte am 23. September 1995. Zum 6. Juni 2000 wurde Beuren eingegliedert.
Leinefelde wurde am 16. März 2004 in die neue Stadt Leinefelde-Worbis integriert.

## Städtepartnerschaften

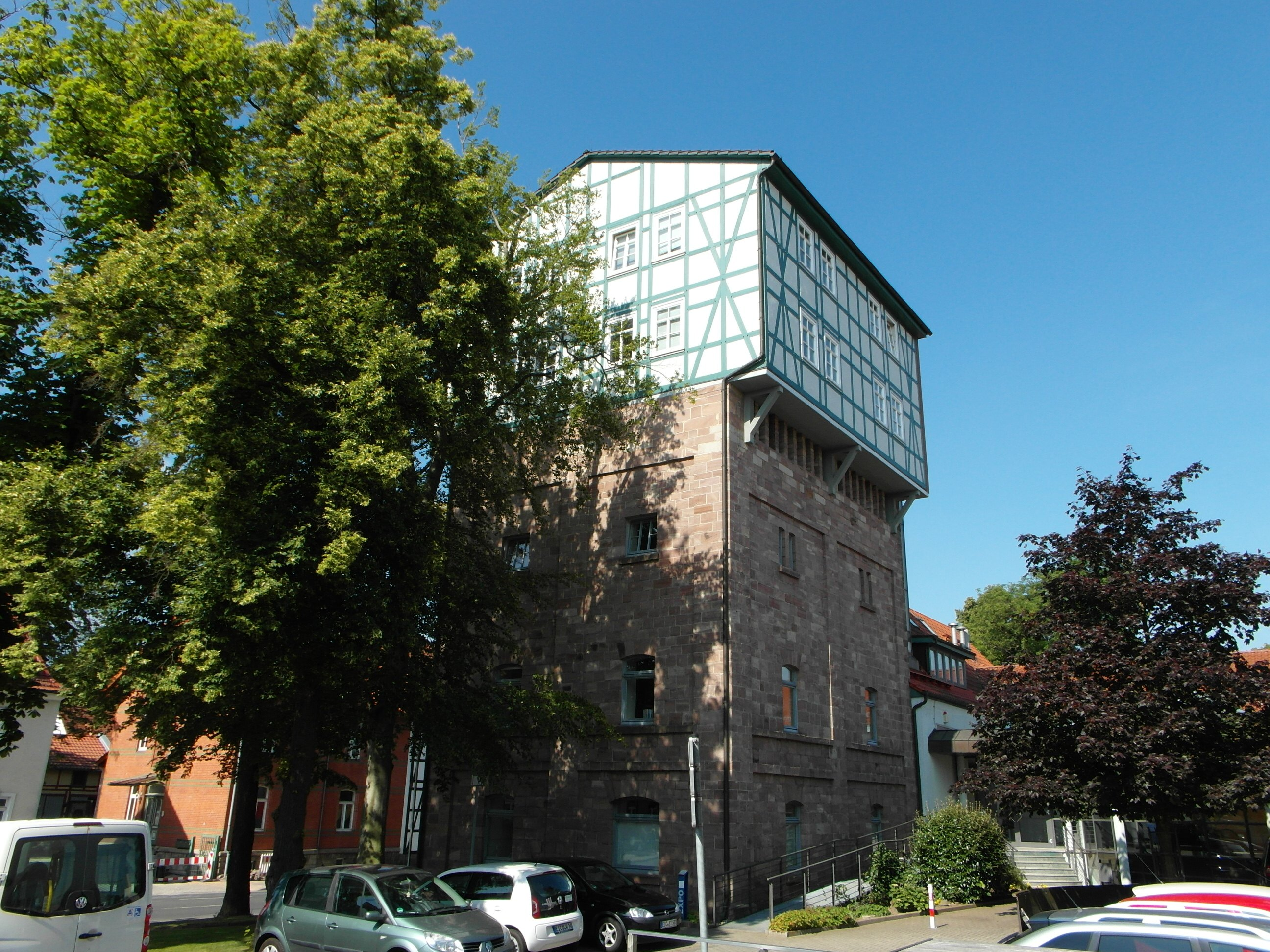
Leinefelder Rathaus

Leinefelde unterhält die folgenden Städtepartnerschaften:
- Kanegasaki in Japan, seit 2001
- Pápa in Ungarn, seit 2005
- Chełmek in Polen, seit 2007

## Kultur und Sehenswürdigkeiten

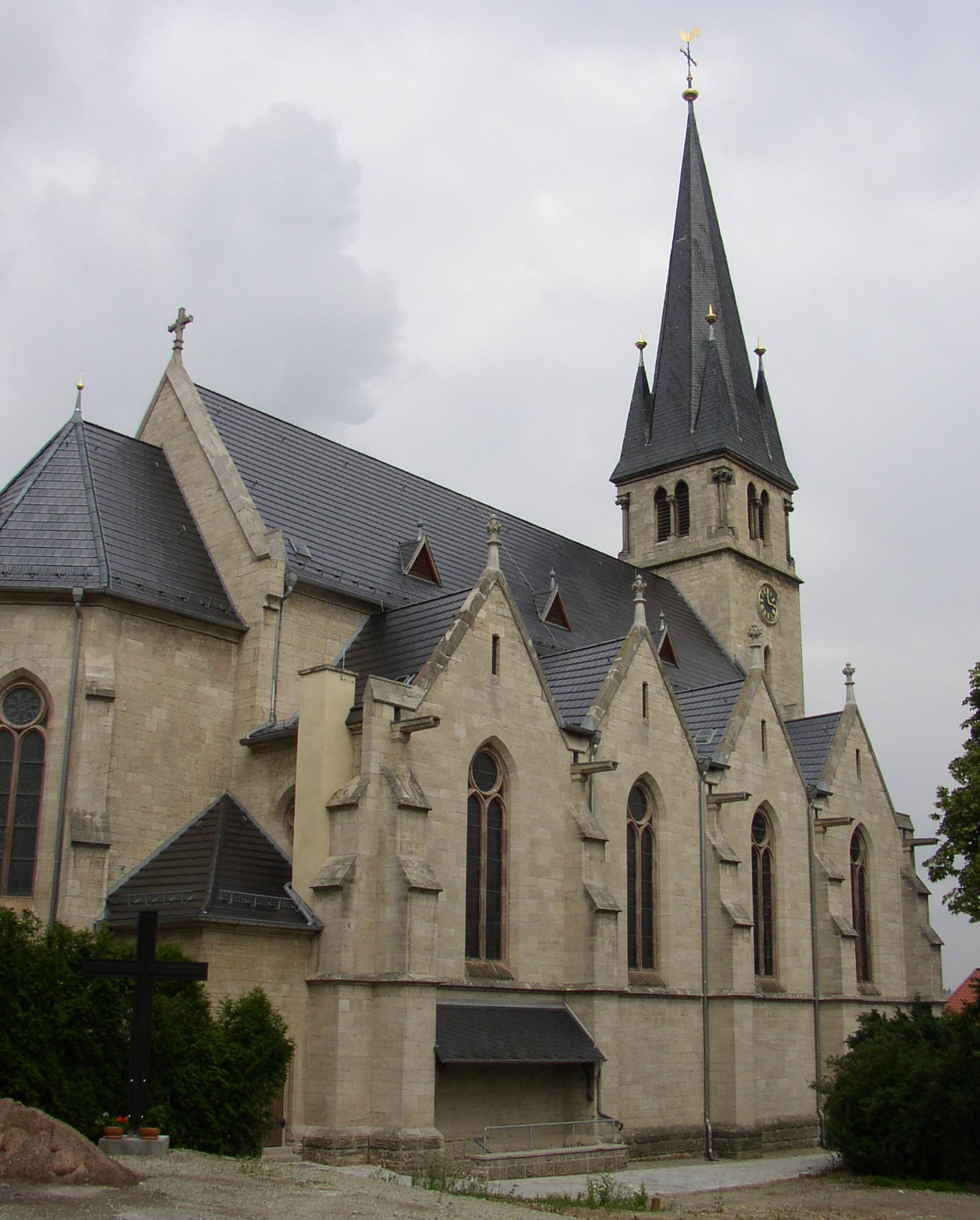
Kirche St. Maria Magdalena

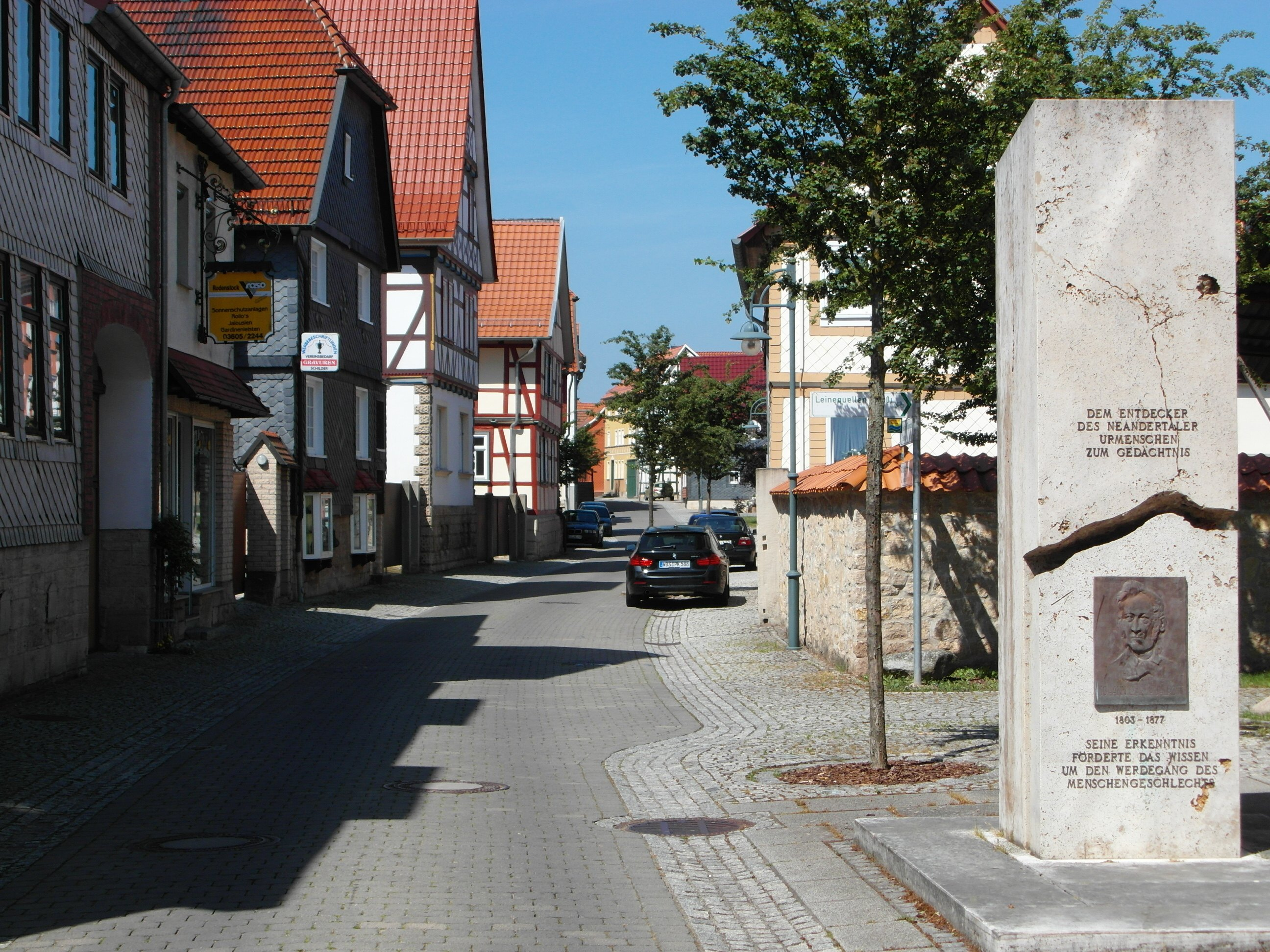
Denkmal für Johann Carl Fuhlrott

### Vereine
- Ringaufreunde e. V.
- SC Leinefelde von 1912 (Fußball)
- ESV Lok Leinefelde (Mehrspartensportverein)
- Kampfsportverein Leinefelde e. V.
- Schützenverein Leinefelde 1991 e. V.

### Sehenswürdigkeiten
Zu den Sehenswürdigkeiten von Leinefelde zählen:
- römisch-katholischen Kirchen St. Bonifatius, Sankt Maria Magdalena (Neue Kirche) und St. Maria Magdalena (Alte Kirche)
- Leinequelle
- Fuhlrott-Denkmal
- Skulpturengruppe der Fellhändler
- Lunapark

### Neonazistischer „Eichsfeldtag“
Leinefelde gehört zu den Zentren rechtsextremistischer und neonazistischer Betätigung in Thüringen. Insbesondere veranstaltet die NPD dort seit 2011 den vom verurteilten Neonazi und NPD-Politiker Thorsten Heise begründeten sogenannten „Eichsfeldtag“. Im Jahre 2017 fand das von der NPD organisierte Rechtsrock-Festival zum bereits siebten Mal mit rund 500 Neonazis statt. Auf der antirassistischen Gegendemonstration mit etwa 130 Personen wurde kritisiert, dass die Stadt den Neonazis eine „Wohlfühlzone“ geschaffen habe. Auch die örtliche Zivilgesellschaft engagiere sich zu wenig gegen die Neonazis.

## Wirtschaft und Infrastruktur

### Ansässige Unternehmen
Die heimische Wirtschaft wird von produzierendem Gewerbe und Handwerksbetrieben geprägt. Die ehemals größten Betriebe in Leinefelde, die Baumwollspinnerei und Zwirnerei und die Molkerei, hatten ihre Produktion eingestellt. Mit der Erschließung neuer Gewerbegebiete haben sich neue Firmen angesiedelt. Die wichtigsten Unternehmen sind heute im Holzbau sowie Hallen- und Anlagenbau tätig.

### Schienenverkehr

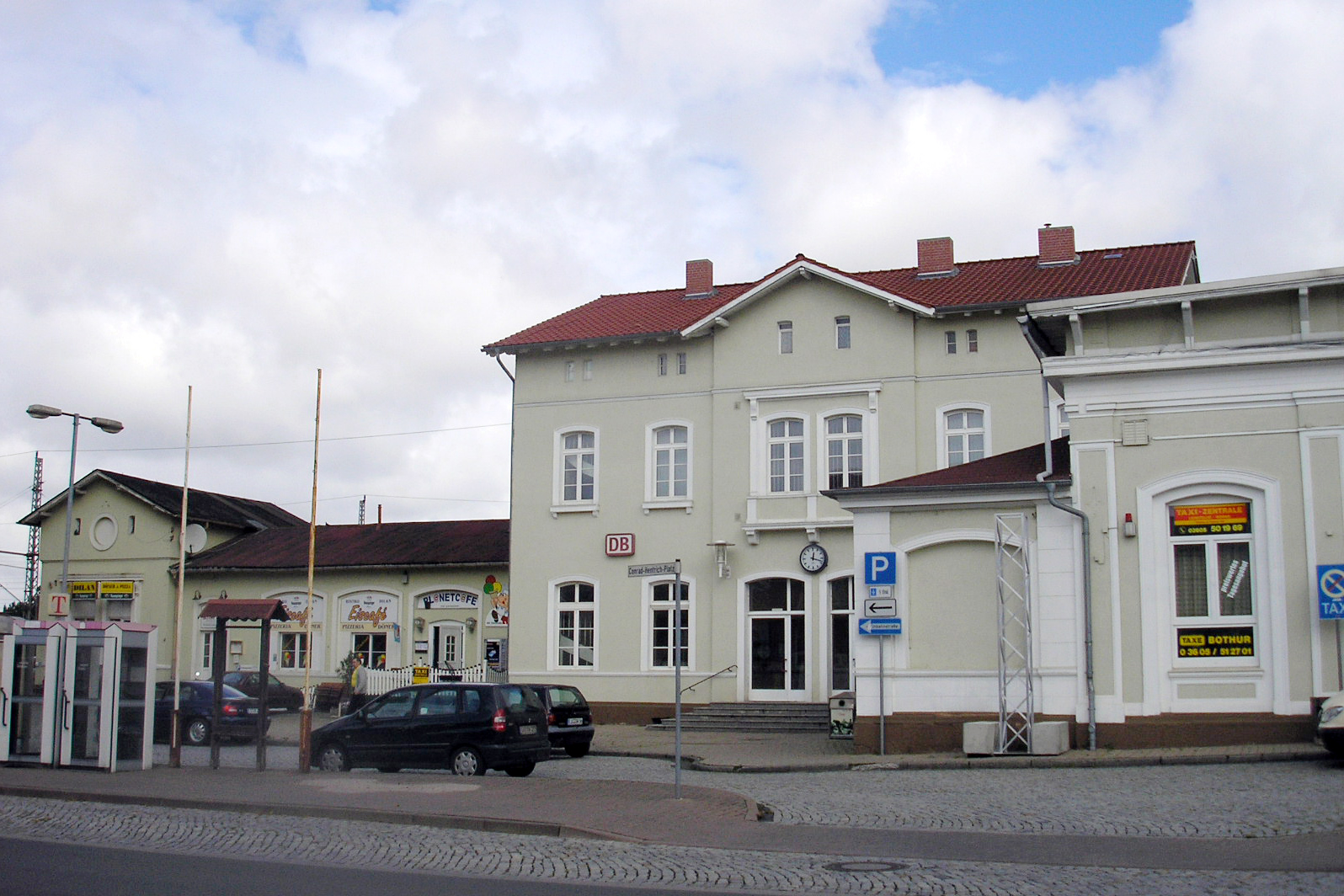
Bahnhof Leinefelde

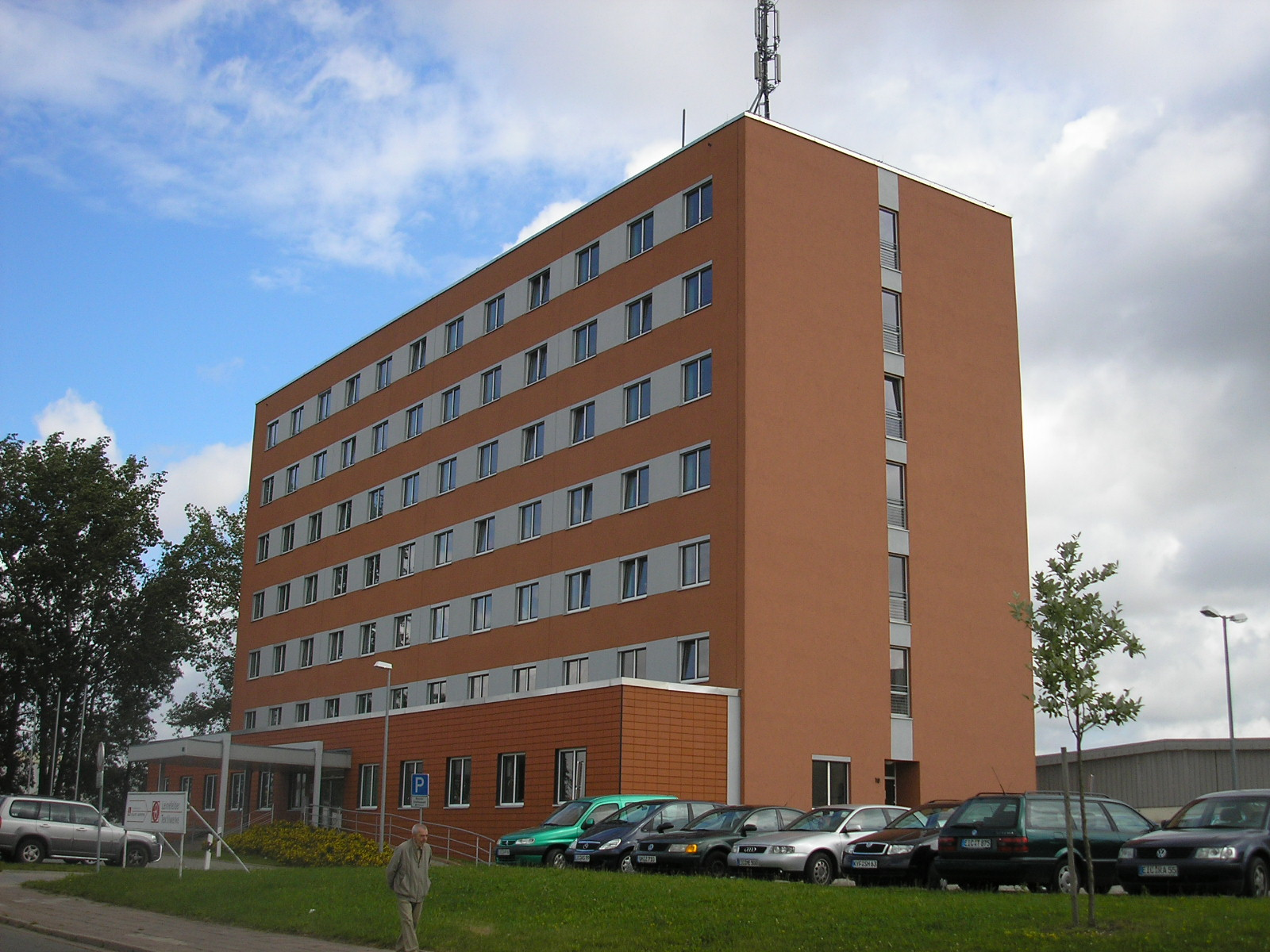
Straßenbauamt Nordthüringen in Leinefelde

Leinefelde ist Knotenpunkt der überregional bedeutenden Bahnstrecke Halle–Hann. Münden (Halle-Kasseler Eisenbahn) und der Strecke Göttingen–Erfurt (Bahnstrecke Gotha–Leinefelde). Hier halten die Regional-Express-Linien 1 (Göttingen–Leinefelde–Erfurt–Gera-Glauchau) und 9 (Kassel–Leinefelde–Nordhausen–Halle) sowie verschiedene Regionalbahnen.
Die Strecke Halle–Hann. Münden wurde als Verkehrsprojekt Deutsche Einheit bis 1994 zweigleisig ausgebaut und elektrifiziert. Dahingehend wurde im Bahnhof Leinefelde ein Elektronisches Stellwerk als eines der ersten in Thüringen eingerichtet, das auch die Streckenabschnitte Heilbad Heiligenstadt–Gernrode und Leinefelde–Bad Langensalza steuert.
Bis 2014 hielt jeden Freitag  ein InterCity der DB in Leinefelde, der von Frankfurt am Main Hauptbahnhof nach Leipzig Hauptbahnhof verkehrte. Sonntags hielt er aus der anderen Richtung. Dies war wöchentlich der einzige hier haltende Fernverkehrszug.
Die Bahnstrecken Leinefelde–Wulften und Leinefelde-Treysa sind inzwischen stillgelegt.

### Autobahn und Bundesstraßen
Die Bundesstraße 247 (Duderstadt–Mühlhausen) und die Landesstraße 3080 (die ehemalige B 80) kreuzen sich in Leinefelde. Die Bundesautobahn 38 (Halle (Saale)–Göttingen), ebenfalls ein Verkehrsprojekt Deutsche Einheit, grenzt unmittelbar an den Stadtteil Leinefelde.

## Persönlichkeiten
- Johann Carl Fuhlrott (1803–1877), Naturforscher, hat den Neandertaler einem vorzeitlichen Menschen zugeschrieben
- Konrad Hentrich (1880–1972), Sprachwissenschaftler
- Karl Kaufhold (1922–2015), Komponist, Dirigent und Organist
- Georg Schaefer (1926–1990), deutsch-US-amerikanischer Maler und Autor
- Hans-Reinhard Koch (1929–2018), katholischer Geistlicher, Weihbischof in Erfurt
- Josef Koch (1933–2021), Zahnmediziner, Kieferchirurg und Allgemeinmediziner
- Horst-Jürgen Fuhlrott (1935–2020), Politiker (NPD), Mitglied des Hessischen Landtags
- Ludwig Fromm (* 1950), Architekt und Stadtplaner
- Michael Robert Rhein (* 1964), Sänger und Gründer der Mittelalter-Rockband In Extremo
- Stephan Kulle (* 1967), Theologe, Journalist, Fernsehmoderator und Buchautor
- Thomas T. Müller (* 1974), Historiker
- Christian Zwingmann (* 1978), Bürgermeister der Stadt Leinefelde-Worbis
- Sebastian Kaufmann (* 1979), Literaturwissenschaftler, Professor an der Albert-Ludwigs-Universität Freiburg
- Johannes Krause (* 1980), Biochemiker, Professor an der Eberhard Karls Universität Tübingen
- Jenny Schack (* 1981), Politikerin und Journalistin
- Kathrin Klausmeier (* 1986), Geschichtsdidakterin
- Coretta Storz (* 1986), Politikerin (Bündnis 90/Die Grünen)
- Marco Hartmann (* 1988), Fußballspieler
- Sebastian Huke (* 1989), Fußballspieler
- Stefan Bötticher (* 1992), Bahnradsportler
- Fabian Schnellhardt (* 1994), Fußballspieler
- Sebastian Stolze (* 1995), Fußballspieler